# Caltoris tulsi
Caltoris tulsi — вид денних метеликів родини головчаків (Hesperiidae). 

## Поширення
Вид поширений в Південно-Східній Азії від Гімалаїв (Бутан, Ассам, Сіккім) до Індокитаю і Юньнані та на південь до острова Ява.

## Підвиди
- Caltoris tulsi jolanda Plötz, 1886
- Caltoris tulsi tulsi de Nicéville, 1883